# Bomberman 64: The Second Attack!
Bomberman 64: The Second Attack! (爆ボンバーマン2, Baku Bonbāman Tsū) é um jogo eletrônico de ação desenvolvido pela Hudson Soft e lançado para Nintendo 64 em dezembro de 1999 no Japão e em maio de 2000 na América do Norte. Ele é uma sequência de Bomberman 64, lançado em 1997.
No jogo, o protagonista Bomberman viaja por sete planetas para destruir máquinas de controle de gravidade e impedir os planos do vilão Rukifellth e sua gangue B.H.B. A jogabilidade mistura ação com resolução de quebra-cabeças, utilizando bombas elementares, como fogo, gelo e napalm, para superar obstáculos e inimigos, além de contar com um sistema de power-ups e um companheiro chamado Pommy. Embora o jogo tenha recebido críticas mistas, a crítica destacou o modo multijogador como seu ponto forte, com modos variados como "Kings and Knights", enquanto o modo para um jogador foi criticado pela falta de desafios nos quebra-cabeças e pela simplicidade das batalhas contra chefes.

## Jogabilidade
Bomberman 64: The Second Attack! apresenta uma campanha para um jogador na qual Bomberman embarca em uma jornada por sete planetas, cada um contendo máquinas de controle de gravidade que precisam ser destruídas para progredir. A jogabilidade envolve o uso de bombas como armas e ferramentas para resolver quebra-cabeças, com várias bombas elementares - como fogo, gelo, furacão, raio e napalm - disponíveis para diferentes situações. As bombas elementares permitem, por exemplo, que os jogadores congelem água ou lava com bombas de gelo ou destruam objetos resistentes com bombas de napalm. Os jogadores podem aprimorar as habilidades de Bomberman com power-ups coletáveis e encontrar peças da armadura para melhorias permanentes.
Além das habilidades de Bomberman, o jogo apresenta um companheiro chamado Pommy, uma criatura análoga a um animal de estimação capaz de evoluir com base nos alimentos que consome. Pommy pode ajudar nas batalhas, ocasionalmente atordoando os inimigos, e um segundo jogador tem a opção de controlá-lo em um jogo cooperativo, embora suas habilidades permaneçam limitadas. Os níveis são projetados com quebra-cabeças que envolvem o ambiente, armadilhas e encontros com inimigos, culminando em batalhas de chefes contra membros dos Sete Cavaleiros Elementais, seguidas de máquinas de controle de gravidade como objetivos finais. A história se desenrola à medida que os jogadores navegam entre os planetas em sua busca para deter o maligno Rukifellth e sua gangue B.H.B., que buscam a dominação intergaláctica.
A jogabilidade multijogador oferece cinco modos de batalha distintos, incluindo a sobrevivência tradicional e modos novos, como "Kings and Knights", em que os jogadores defendem seu rei enquanto tentam eliminar o do adversário Os jogadores podem personalizar seus personagens usando peças adquiridas no modo para um jogador. Alguns mapas para o modo multijogador precisam ser desbloqueados por meio do jogo ou comprados na loja da campanha para um jogador.

## Recepção
O jogo foi recebido de forma mista em seu lançamento, com uma nota média de 68.6%, segundo o agregador de críticas GameRankings. O modo para um jogador do jogo recebeu críticas mistas, com os críticos destacando seus quebra-cabeças simplistas, a falta de variação nas batalhas contra chefes e os níveis curtos. O modo multijogador recebeu um feedback melhor no geral, uma vez que os críticos apreciaram a variedade de modos de batalha disponíveis, incluindo o novo modo "Kings and Knights".
Justin Speer, da GameSpot observou que "a maioria dos inimigos pode ser destruída com praticamente qualquer tipo de bomba, mas há casos de inimigos com imunidades e fraquezas que fazem com que valha a pena experimentar". Enquanto isso, Tim Horst, da IGN, observou que os objetivos em cada mundo, como derrotar inimigos e resolver quebra-cabeças, careciam de engenhosidade, afirmando que "nenhum dos quebra-cabeças ou uso de bombas é particularmente inteligente ou novo". O enredo do modo para um jogador foi considerado pouco original e não surpreendente por Horst, que afirmou que "os fanáticos por Bomberman da velha guarda provavelmente se perguntarão por que a Hudson não consegue repetir a intensa ação multijogador apresentada nos antecessores do Super-NES e do Saturn".
Speer observou que o modo de sobrevivência oferecia uma mecânica divertida, como a capacidade de se agarrar aos jogadores como um fantasma e conduzi-los à sua destruição. No entanto, Horst criticou os ambientes abertos das arenas multijogador, dizendo: "Estranhamente, quase todas as arenas multijogador de Second Attack se afastam [da fórmula labiríntica]", o que faz com que as batalhas pareçam menos intuitivas e estratégicas. Tanto a GameSpot quanto a IGN comentaram sobre a apresentação inexpressiva do jogo, com a IGN descrevendo os gráficos como "decididamente low-poly, borrados, estéreis e inexpressivos", e a GameSpot lamentando as cores opacas e as texturas borradas que acompanharam a experiência de jogo.